# Eclipse (album)
Eclipse är ett musikalbum av gitarrvirtuosen Yngwie Malmsteen, utgivet 1990. Sångaren på den här skivan var svensken Göran Edman, som tidigare sjungit med John Norums band. Övriga musiker: Mats Olausson (keyboard), Svante Henryson (bas), Michael von Knorring (trummor).

## Låtlista
Alla låtar är komponerade av Yngwie Malmsteen.
| Nr           | Titel                           | Text                          | Längd |
| ------------ | ------------------------------- | ----------------------------- | ----- |
| 1.           | Making Love                     | Yngwie Malmsteen, Göran Edman | 4:56  |
| 2.           | Bedroom Eyes                    | Malmsteen, Edman              | 4:02  |
| 3.           | Save Our Love                   | Malmsteen                     | 5:24  |
| 4.           | Motherless Child                | Malmsteen                     | 4:13  |
| 5.           | Devil in Disguise               | Malmsteen, Erica Norberg      | 6:11  |
| 6.           | Judas                           | Malmsteen, Edman              | 4:25  |
| 7.           | What Do You Want                | Malmsteen                     | 3:49  |
| 8.           | Demon Driver                    | Malmsteen, Norberg            | 3:25  |
| 9.           | Faultline                       | Malmsteen, Edman              | 5:08  |
| 10.          | See You in Hell (Don't Be Late) | Malmsteen                     | 3:39  |
| 11.          | Eclipse                         | (instrumental)                | 3:46  |
| Total längd: | Total längd:                    | Total längd:                  | 48:58 |

| 12. | Making Love (extended guitar mix) | Edman, Malmsteen | 6:22 |

## Medverkande
- Yngwie Malmsteen – gitarr, gitarrsynth, Moog Taurus, arrangemang, bakgrundssång, producent
- Göran Edman – sång
- Mats Olausson – keyboards, bakgrundssång
- Michael Von Knorring – trummor
- Svante Henryson – bas, bakgrundssång
- Tom Fletcher – ljudtekniker, mixning
- Keith Rose – inspelningsassistent
- Roger Hughes – inspelningsassistent
- Bob Ludwig – mastering

## Listplaceringar
| År   | Lista                       | Placering |
| ---- | --------------------------- | --------- |
| 1990 | Svenska albumlistan         | 12        |
| 1990 | Schweiziska albumlistan     | 15        |
| 1990 | Norska albumlistan          | 19        |
| 1990 | Tyska albumlistan           | 31        |
| 1990 | Nederländska albumlistan    | 38        |
| 1990 | Australiensiska albumlistan | 46        |
| 1990 | Billboard 200               | 112       |